# 뉴진몐

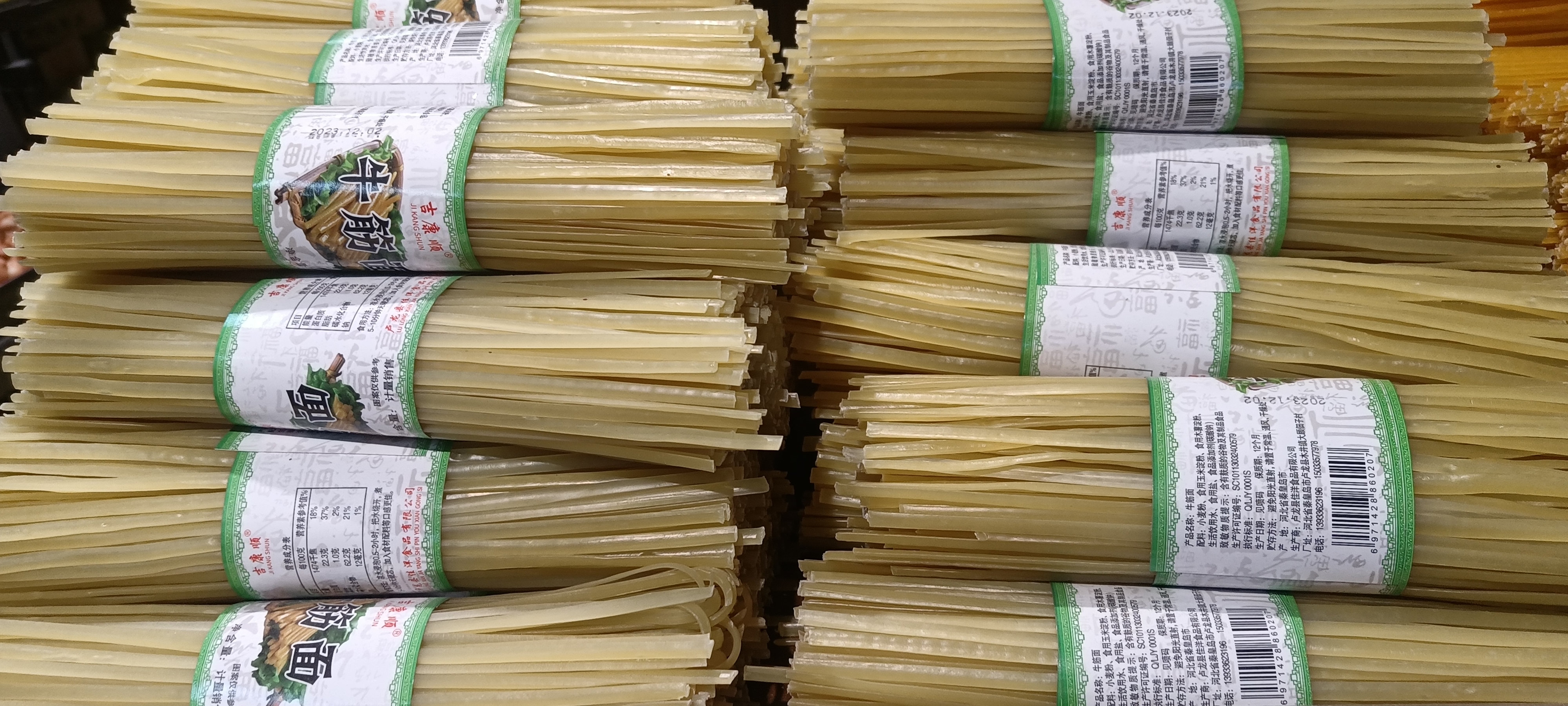
뉴진몐

뉴진몐(중국어: 牛筋面), 혹은 뉴진면, 우근면은 중국 쓰촨성 지역에서 주로 사용되는 특수한 음식 재료이다. 실제 소 힘줄을 쓰는 것은 아니며 옥수수면을 기계로 압착하여 만든 것으로, 쇠심과 비슷한 식감이라 뉴진몐이라는 이름이 붙여졌다.

## 같이 보기
- 쇠심